# بيتر بلير هنري
بيتر بلير هنري (بالإنجليزية: Peter Blair Henry) هو اقتصادي أمريكي، ولد في 30 يوليو 1969 في كينغستون في جامايكا.